# Figura (teologia)
Figura, soprattutto nell'esegesi cristiana medievale, indica un fatto storico, concreto, che ne preannuncia un altro, altrettanto concreto: in altri termini il primo evento può essere interpretato come prefigurazione del secondo, e, il secondo come adempimento del primo.

## Etimologia
Il termine deriva dal latino figura, che all'origine significa "formazione plastica"; esso ha la stessa radice di fingo = "formare, plasmare" (in un secondo tempo anche "raffigurare" e infine "fingere"), figulo = "foggiare, creare" (e figulus infatti è il "vasaio"), fictor = "scultore" e "simulatore", effigies: si contrappone in tal senso a forma, dove "forma" sarebbe lo stampo e starebbe a "figura" come la forma cava sta al rilievo plastico che ne esce. Tuttavia ben presto il suo significato si estende, venendo a ricoprire anche quello di "forma" e potendo spaziare dalla sfera visiva a quella acustica (si usa per esempio per le varie forme della flessione di una parola), dal campo filosofico a quello retorico, matematico o architettonico. Si trovano anche, in molti autori latini, usi del termine figura come "visione di sogno", "copia", "lettera dell'alfabeto", "disegno"... Da Cicerone e soprattutto da Quintiliano in poi il termine entra a far parte del lessico della retorica, ponendo le basi delle moderne figure retoriche. In senso filosofico, invece, molta importanza ebbe l'influenza della cultura greca.

## L'interpretazione figurale della Bibbia
Fu grazie alle opere dei Padri della Chiesa che il termine assunse un nuovo peculiare significato, decisivo per l'evoluzione del concetto: lo troviamo per la prima volta in Tertulliano dove sta a indicare qualcosa di reale, di storico, che rappresenta qualche altra cosa anch'essa reale e storica. Nasce in tal modo l'interpretazione figurale mediante la quale i primi teologi interpretarono le storie narrate nell'Antico Testamento come figure, o profezie reali, del Nuovo: così, ad esempio, Mosè era figura Christi, e la liberazione degli ebrei dall'Egitto era figura della Redenzione, cioè della liberazione dell'umanità dal male.
In sant'Agostino l'interpretazione si ramifica ulteriormente, sostituendo la contrapposizione di due poli (figura e adempimento) in un'attuazione in tre gradi: l'Antico Testamento è sì figura profetica della venuta di Cristo, e questa a sua volta adempimento di quello, ma si aggiunge l'attuazione futura di questi avvenimenti come adempimento finale: entrambi, quindi, sono promesse di un adempimento che si realizza nella vita eterna e nel Regno dei Cieli.
Nasce così la dottrina del quadruplice significato della Sacra Scrittura, da interpretare secondo un senso anagogico (dal greco anagogè, «ascesa»), un senso storico-letterale, un senso figurale e un senso allegorico-morale: «In tutti i libri sacri bisogna prestare attenzione a ciò che in essi è legato alla vita eterna [senso anagogico], a ciò che i fatti narrano [senso letterale], a ciò che annuncia avvenimenti futuri [senso figurale], agli ordini e ai consigli che si possono ricavare circa le nostre azioni [senso morale]» (Agostino, De Genesi ad litteram, I 1).

## La concezione figurale nel Medioevo
Essa divenne anche un importante fondamento della mentalità medievale, e come tale si può riscontrare nella maggior parte delle opere letterarie e artistiche del periodo, anche legata a procedimenti di tipo allegorico (la distinzione tra i due d'altronde non è sempre netta neanche negli autori antichi); in tal senso si può affermare che la concezione figurale sia alla base, per esempio, della Divina Commedia dantesca (come ha mostrato Erich Auerbach), in cui per esempio Enea e san Paolo sono entrambi figure di Dante — in quanto entrambi hanno compiuto un viaggio nell'oltretomba per adempiere una missione loro affidata da Dio —, e nella quale ogni personaggio può essere visto come l'adempimento della propria figura terrena: ogni personaggio storico o mitologico significa qualcosa che ha uno stretto rapporto con quello che l'autore sapeva della sua esistenza, storica o mitica che sia, e questo è lo stesso rapporto che c'è tra adempimento e figura.

### NellaDivina Commedia
Come ha dimostrato il critico tedesco, ogni individuo della Commedia dantesca, in base alla concezione figurale, sarebbe sulla terra "prefigurazione" di ciò che sarà nell'aldilà in forma perfectior: dopo il trapasso, cioè, egli riceverà "adempimento" (rappresentando, dirà anche Singleton, contemporaneamente l'umanità concreta che ha vissuto sulla terra, e l'espressione allegorica di ciò che simboleggia nell'aldilà, seguendo l'"allegoria dei poeti"). Auerbach ci offre diversi esempi di questo concetto apparentemente complicato:
- Innanzitutto, si pensi a Virgilio, guida di Dante nei regni dell'Inferno e del Purgatorio, al quale il poeta si rivolge così: «tu se' solo colui da cu' io tolsi lo bello stilo che m'ha fatto onore» (Inferno, I, vv. 86-87); l'autore dell'Eneide è dunque un faro nella produzione letteraria di Dante: nell'aldilà, il suo ruolo di "duca" si adempie, da guida di stile e scrittura a guida ultramondana.
- Ma non si può dimenticare Beatrice, la donna «tanto gentile e tanto onesta» (Vita Nuova, Tanto gentile e tanto onesta pare) che è stata per il poeta l'iniziatrice dell'itinerarium mentis in Deum: Beatrice, donna di salvezza, dopo la morte si muove a compassione verso il poeta perso nella «selva oscura» e viene invocata da Santa Lucia, figura della grazia illuminante, che va da lei che siede con Rachele, simbolo della vita contemplativa. Santa Lucia è peraltro stata mandata dalla Vergine, la grazia provvidenziale, per salvare Dante (Inferno, II). Ella sarà inoltre la guida di Dante nel più perfetto dei regni, il Paradiso.
- Esempio ancora più chiaro è quello di Catone Uticense, che compare nel canto I del Purgatorio come guardiano del regno della purificazione: per comprendere perché un pagano, per di più suicida, non sia stato relegato da Dante nell'Inferno, bisogna ricordare il motivo del gesto estremo di Catone, il quale si uccise ad Utica nel 46 a.C. per non cadere prigioniero di Cesare: dunque la sua morte è strettamente legata ad un incondizionato amore per la libertà; come adempimento di se stesso, nell'aldilà egli è guardiano della libertà medesima.

Auerbach tiene inoltre a sottolineare il profondo realismo storico della concezione figurale dantesca: «Figura e compimento hanno ambedue, come dicemmo, essenza di fenomeni e di avvenimenti storico-reali» (Mimesis).

## Differenza rispetto a simbolo e allegoria
«L'interpretazione figurale, dunque, stabilisce fra due fatti o persone un nesso in cui uno di essi non significa soltanto sé stesso, ma significa anche l'altro, mentre l'altro comprende o adempie il primo. I due poli della figura sono separati nel tempo, ma si trovano entrambi nel tempo, come fatti [...] reali» (Auerbach): in tale concezione, la si può considerare come a metà strada tra il simbolo e l'allegoria, in quanto essa pone una cosa che ne rappresenti e significhi un'altra. Può far parte dell'allegoria considerata nel suo senso più ampio, ma si discosta dalle altre forme allegoriche in quanto la cosa significante è altrettanto concreta della cosa significata. L'ultimo esempio tratto dalla Divina Commedia può aiutare a chiarire: Dante pone a guardia del Purgatorio Catone Uticense, in quanto essendosi sacrificato per la libertà rappresenta la libertà nel suo senso più alto; il Catone storico, dunque, è figura del Catone dantesco, che come adempimento completa un concetto già adombrato dalla sua figura storica: se il personaggio realmente esistito si è tolto la vita per non perdere la propria libertà politica, il guardiano del Purgatorio custodisce quella libertà cristiana dal male che permette di accedere al Paradiso; esso non è una mera allegoria, come sarebbe stata, per esempio, una fanciulla bellissima, magari vestita di bianco e cinta di ulivo, che avesse dichiarato "io sono la Libertà": Catone contiene in sé il significato di tale libertà, ma rimane sempre legato alla propria condizione concreta e alla storia del personaggio, Marco Porcio Catone morto a Utica in un dato periodo storico.
Un altro modo di rappresentare una cosa per mezzo di un'altra è il simbolo, in cui viene attribuito in modo immediato e intuitivo un significato a una data immagine: le due forme sono diverse anche perché la figura interpreta un testo, mentre il simbolo interpreta la vita e la natura.